# Neoeriocheir leptognathus
Neoeriocheir leptognathus is een krabbensoort uit de familie van de Varunidae. De wetenschappelijke naam van de soort is voor het eerst geldig gepubliceerd in 1913 door Rathbun.